# 夏日柠檬船
《夏日檸檬船》（Summer Pirates）是SNH48的第16張EP，EP同時也附有2017年7月29日舉辦的SNH48 Group第四屆總選舉投票券。

## 簡介
《夏日柠檬船》同名主打歌曲由台湾著名流行音乐制作人陶喆亲自操刀作曲，EP由「柠檬来的Lemonade」冠名。同名主题MV由来自SNH48以及BEJ48、GNZ48、SHY48姐妹团的共32名成员组成选拔阵容，赴澳大利亚悉尼取景拍摄。为更好代入剧情，制作团队斥巨资租下真实的海盗船出海拍摄。
根據SNH48官方公佈的數據，本张唱片通过上海、北京、广州、沈阳四地官方商城以及周边店销售，开售5分钟销量即突破10万张，打破《夢想島》的开售5分钟销量突破6万张的紀錄。

## 收錄曲目
Type A
| CD       | CD         | CD       | CD         | CD         | CD       | CD    |
| 曲序     | 曲目       |          | 作曲       | 编曲       | 演唱者   | 时长  |
| -------- | ---------- | -------- | ---------- | ---------- | -------- | ----- |
| 1.       | 夏日柠檬船 | 周启儿   | 陶喆       | 黄宣铭     | 选拔组   | 4:28  |
| 2.       | 第48区     | 天乐     | 都智文     | 都智文     | Team SII | 3:53  |
| 3.       | 限定季     | 小7      | SHIMA      | SHIMA      | Team NII | 3:04  |
| 4.       | 遥远的梦   | 甘世佳   | Arisa Sato | Arisa Sato | Team HII | 3:49  |
| 5.       | 且听风吟   | 甘世佳   | Arisa Sato | Arisa Sato | Team X   | 3:22  |
| 6.       | 夏之色     | 小7      | SHIMA      | SHIMA      | Team XII | 4:44  |
| 总时长： | 总时长：   | 总时长： | 总时长：   | 总时长：   | 总时长： | 23:20 |

Type B
| CD       | CD              | CD                | CD               | CD              | CD              | CD    |
| 曲序     | 曲目            |                   | 作曲             | 编曲            | 演唱者          | 时长  |
| -------- | --------------- | ----------------- | ---------------- | --------------- | --------------- | ----- |
| 1.       | 夏日柠檬船      | 周启儿            | 陶喆             | 黄宣铭          | 选拔组          | 4:28  |
| 2.       | 选择我的你      | Apeach            | 7key Once        | 7key Once       | BEJ48 Team B    | 3:54  |
| 3.       | 非常Ice Cream   | Apeach            | 7key Once        | 7key Once       | BEJ48 Team E    | 3:44  |
| 4.       | 心的拼图        | 张艾              | 7key Once        | 7key Once       | BEJ48 Team J    | 3:22  |
| 5.       | 闪靓靓          | Mayu Huang 黃楓宜 | 金源奕、朴志娟   | Steve Wu        | GNZ48 Team G    | 3:18  |
| 6.       | 夏日協奏曲      | Andy C            | Aaron H、唐紹崴  | Aaron H         | GNZ48 Team NIII | 3:17  |
| 7.       | Say you Love Me | 廖芸珮            | Steve Wu、金源奕 | Steve Wu        | GNZ48 Team Z    | 3:06  |
| 8.       | 粉色城堡        | 廖羽              | Mcflied Chicken  | Mcflied Chicken | SHY48 Team SIII | 4:13  |
| 9.       | 梦想坐标        | 陈歆儒            | 林子健           | 林子健          | SHY48 Team HIII | 3:38  |
| 总时长： | 总时长：        | 总时长：          | 总时长：         | 总时长：        | 总时长：        | 33:00 |

## 選拔成員

### 夏日檸檬船
（Center：黃婷婷）
- Team SII：呂一、莫寒、孫芮、吳哲晗、徐子軒、袁雨桢
- Team NII：何曉玉、黃婷婷、許逸、張雅夢
- Team HII：劉炅然、劉佩鑫、孙珍妮、吳燕文、谢妮、杨惠婷、张昕
- Team X：邵雪聰、宋昕冉、王曉佳、謝天依
- Team XII：劉增艷、嚴佼君、張怡
- BEJ48 Team B：胡曉慧、牛聰聰
- BEJ48 Team E：劉勝男
- GNZ48 Team G：陳珂
- GNZ48 Team NIII：盧靜、鄭丹妮
- SHY48 Team SIII：盧天惠、趙佳蕊

呂一、許逸、張雅夢、王曉佳、謝天依、劉增艷、胡曉慧、牛聰聰、劉勝男、陳珂、盧靜、鄭丹妮、盧天惠、趙佳蕊首次參與選拔。首次有BEJ48 Team E、GNZ48 Team NIII、SHY48 Team SIII的成員參與選拔。
MV在澳大利亚悉尼拍攝。

### 第48区
（Center：莫寒）
- Team SII：陳觀慧、陳思、戴萌、蔣芸、孔肖吟、李宇琪、莫寒、錢蓓婷、孫芮、吳哲晗（兼任Team X）、徐晨辰、許佳琪、徐子軒、袁丹妮（兼任Team HII）、袁雨楨、張語格

袁丹妮重返Team SII正規16人。邱欣怡掉出Team SII正規16人。

### 限定季
（Center：鞠婧禕、萬麗娜）
- Team NII：陳佳瑩、陳問言、馮薪朵、龔詩淇、黃婷婷、何曉玉、鞠婧禕、林思意、陸婷、李藝彤、萬麗娜、許逸、易嘉愛、趙粵、周怡、曾艷芬

鞠婧禕重返Team NII正規16人。羅蘭掉出Team NII正規16人。

### 遥远的梦
（Center：劉炅然）
- Team HII：郝婉晴、劉炅然、林楠、劉佩鑫、李清揚、沈夢瑤、孫珍妮、王柏碩、吳燕文、徐晗、謝妮、徐伊人、許楊玉琢、袁航、楊惠婷、張昕

### 且听风吟
（Center：邵雪聰）
- Team X：陳琳、馮曉菲（兼任Team SII）、李晶、李釗、祈靜、邵雪聰、宋昕冉、孫歆文、汪佳翎、汪束、王曉佳、謝天依、楊冰怡、楊韞玉、張丹三、張嘉予

### 夏之色
（Center：費沁源）
- Team XII：費沁源、洪珮雲、姜杉、蔣舒婷、李佳恩、呂夢瑩、劉增艷、潘瑛琪、宋雨珊、徐詩琪、嚴佼君、於佳怡、鄒佳佳、張文靜、曾曉雯、張怡

徐詩琪、曾曉雯進入Team XII正規16人。陳音、陳韞凌掉出Team XII正規16人。

### 选择我的你
（Center：段藝璇）
- BEJ48 Team B：陳美君、段藝璇、馮雪瑩、胡曉慧、劉姝賢、林溪荷、牛聰聰、青鈺雯、孫姍、文妍、田姝麗、吳月黎、熊素君、夏越、閆明筠、張夢慧

### 非常 ice cream
（Center：李梓）
- BEJ48 Team E：陳姣荷、陳倩楠、馮思佳、李娜、劉勝男、李詩彥、李想、羅雪麗、李媛媛、李梓、馬玉靈、蘇杉杉、頊凘煬、楊一帆、張笑盈、鄭一凡

### 心的拼图
（Center：任玥霖）
- BEJ48 Team J：陳雅鈺、房蕾、葛思琪、黃恩茹、李泓瑤、劉閒、任心怡、任玥霖、石羽莎、孫語姍、王雨煊、許婉玉、葉苗苗、楊曄、張懷瑾、張韓紫陌

### 闪靓靓
（Center：謝蕾蕾）
- GNZ48 Team G：陳珂、陳雨琪、杜雨微、高源婧、黄黎蓉、李沁潔、林嘉佩、劉夢雅、劉筱筱、羅寒月、向芸、謝蕾蕾、阳青颖、曾艾佳、張凱祺、張瓊予

### 夏日协奏曲
（Center：盧靜）
- GNZ48 Team NIII：陳慧婧、陳楠茜、陳欣妤、馮嘉希、洪靜雯、李伊虹、劉力菲、劉倩倩、盧靜、唐莉佳、冼燊楠、肖文鈴、熊心瑤、鄭丹妮、左嘉欣、左靖媛

### Say you Love Me
（Center：龍亦瑞）
- GNZ48 Team Z：陳桂君、陳梓熒、代玲、杜秋霖、劉嘉怡、龍亦瑞、農燕萍、王翠菲、王炯義、王偲越、王盈、王秭歆、楊可璐、楊媛媛、張心雨、趙翊民

### 粉色城堡
（Center：趙佳蕊）
- SHY48 Team SIII：陳婧文、馮譯瑩、付紫琪、關思雨、韓家樂、李慧、劉嬌、劉娜、盧天慧、賴梓惜、秦璽、孫敏、王詩蒙、楊允涵、趙佳蕊、朱燕

### 梦想坐标
（Center：鄭潔麗）
- SHY48 Team HIII：董思佳、高志嫻、寇承希、劉嬌、劉靜晗、李晴、李熙凝、曲悅萌、任雨情、王金銘、徐斐然、楊肖、張愛靜、鄭潔麗、張儒軼、張雲夢